# Hấp dẫn Kính

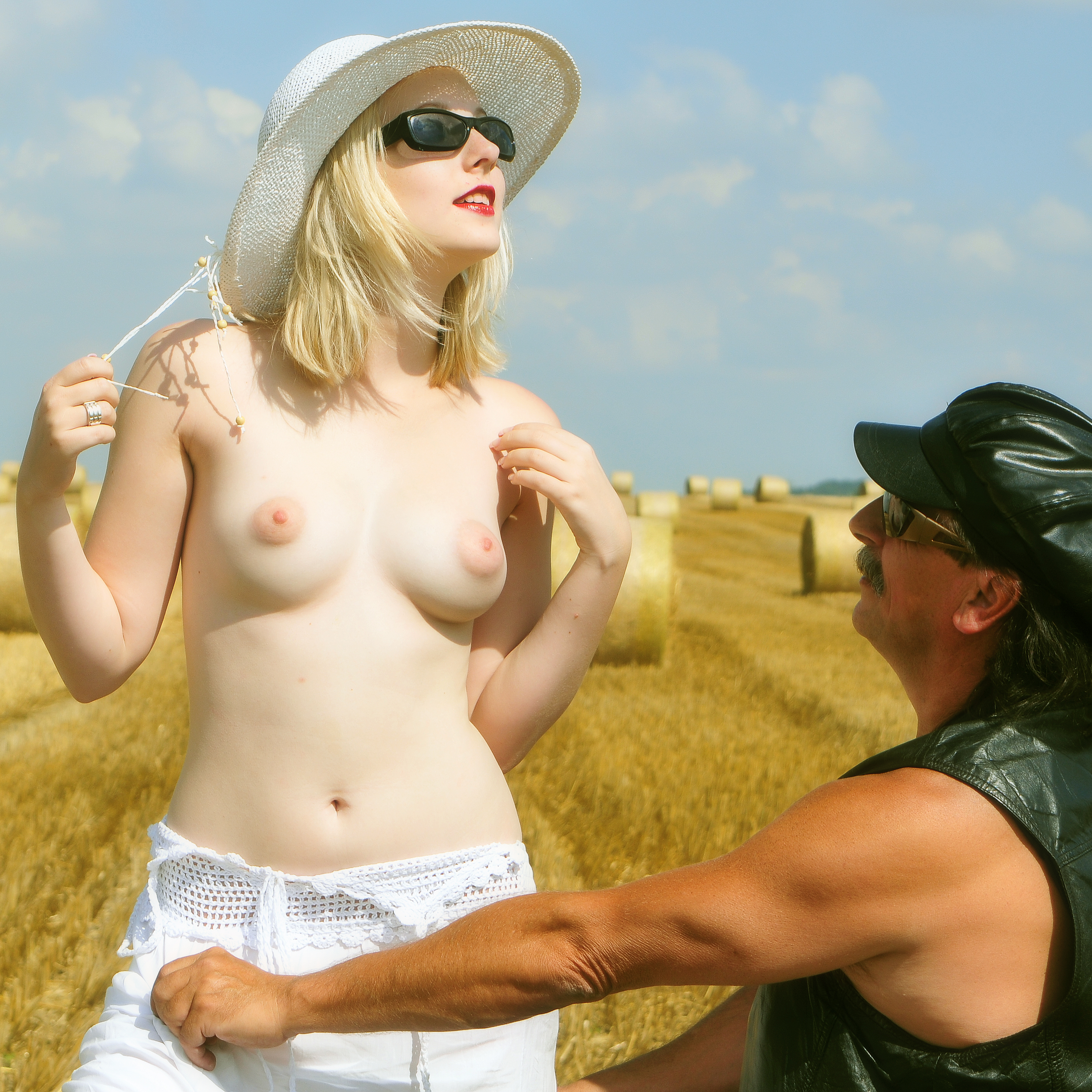
Cô gái tóc vàng với kính râm ở Đức

Cosplay girl đeo kính

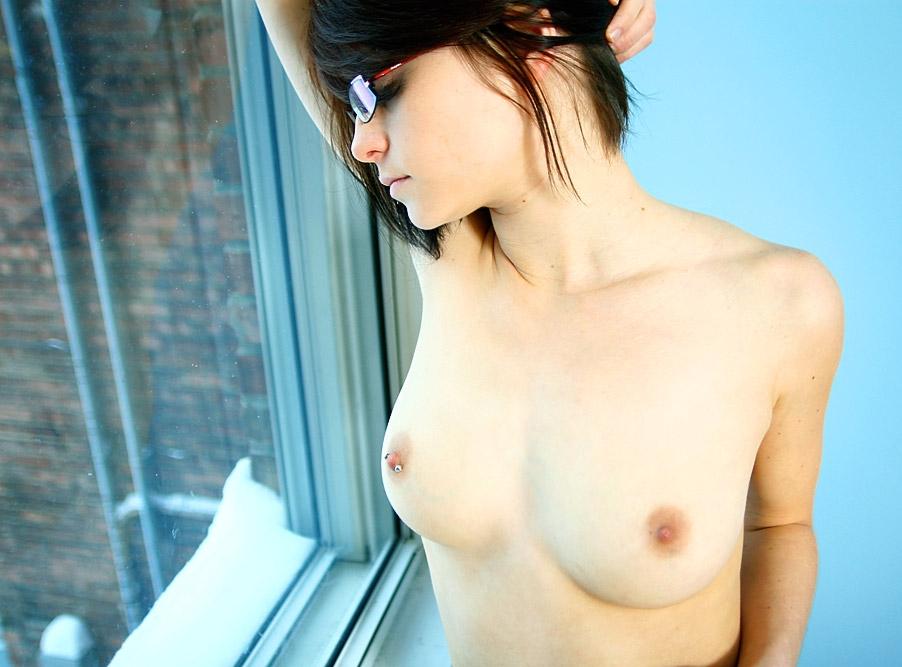
Cô gái mang kính với chiếc khuyên

Một cô gái mang kính với khuyên xỏ trên ngực

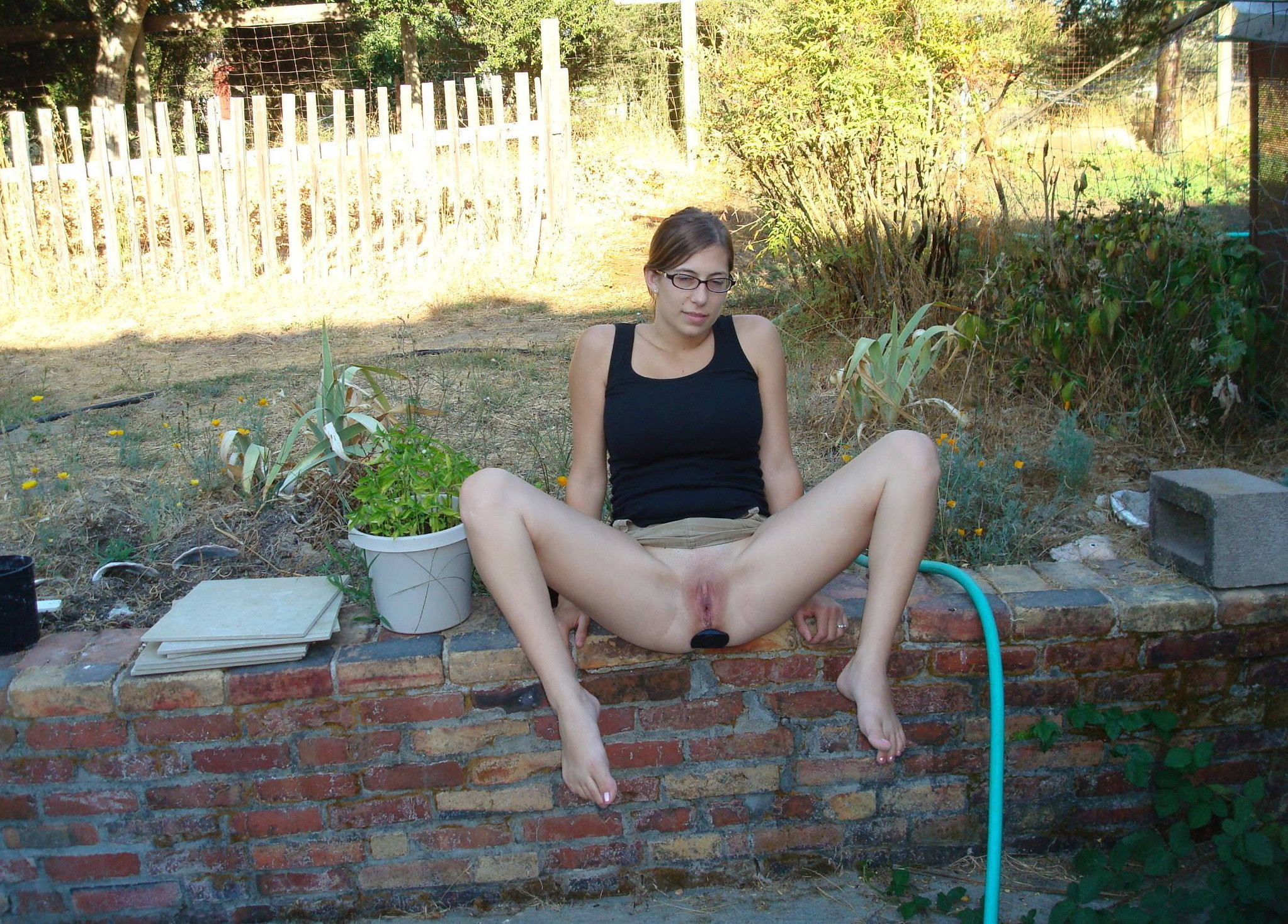

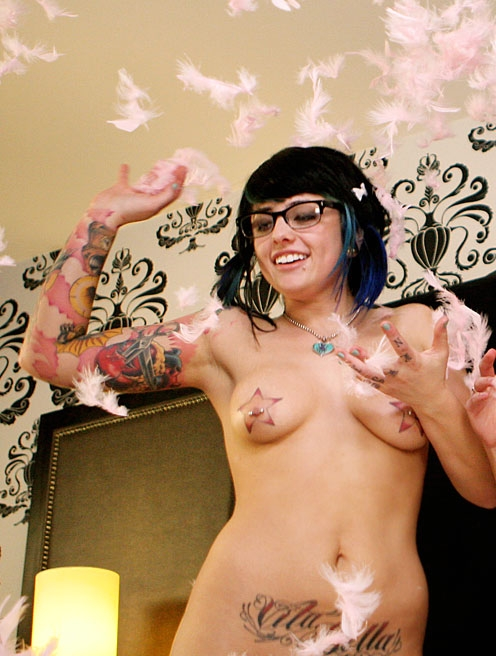

Hấp dẫn kính là một loại hấp dẫn tình dục, chỉ ham muốn tình dục của một số người đối với người khác khi nhìn thấy họ đeo kính, hoặc hấp dẫn xuất phát từ những người mang kính. Các loại kính có thể là kính râm, kính cận hoặc bất kỳ loại kính nào. Hoạt động tình dục liên quan hấp dẫn kính bao gồm nhiều loại hành vi, như tăng cảm giác thích thú hưng phấn, hoặc bắn tinh lên kính.